# ЖКК РМУ Бановичи
ЖКК РМУ Бановичи — профессиональный женский баскетбольный клуб из города Бановичи, Босния и Герцеговина. Основан в 1974 году, официально перерегистрирован в 1996 году. Команда выступает в чемпионате Боснии и Герцеговины по баскетболу среди женщин — высшей баскетбольной лиге страны. Домашние матчи «ЖКК РМУ Бановичи» проводит в Спортивно-культурном центре (СКЦ) Бановичи — крытой арене, которая служит клубу базой как для национальных соревнований, так и для региональных турниров.
В последние годы клуб добился значительных успехов, закрепив за собой статус одной из ведущих женских баскетбольных команд страны. Среди наиболее значимых достижений — три чемпионских титула и две победы в Кубке Боснии и Герцеговины. Историческим для «ЖКК РМУ Бановичи» стал сезон 2017/18, когда команда не потерпела ни одного поражения, завоевав как национальный чемпионат, так и национальный кубок. Это достижение принесло клубу звание «Спортивный клуб года в Боснии и Герцеговине» в 2018 году.
В последние годы клуб добился значительных успехов, укрепив свои позиции и расширив географию выступлений. «ЖКК РМУ Бановичи» также участвовал в Адриатической лиге (WABA), где соревновался с сильнейшими командами региона, включая клубы из Сербии, Черногории, Словении и Хорватии. В сезоне 2021/22 команда вышла в Суперлигу WABA, а в сезоне 2024/25 приняла участие в дебютном турнире WABA League 2.
Клуб получает спонсорскую поддержку от компании Meridianbet, которая стала его официальным партнёром в 2022 году.

## Достижения клуба
Чемпионат Боснии и Герцеговины
- чемпион (3): 2017-18, 2018-19, 2019-20
- финалист (1): 2015-16

Кубок Боснии и Герцеговины
- чемпион (2): 2018, 2020 9-й9-й
- финалист (1): 2023

## Итоги сезонов
| - 2005-06: 5-й - 2006-07: 7-й - 2007-08: 7-й - 2008-09: 8-й | - 2009-10: 7-й - 2010-11: 8-й - 2011-12: 8-й - 2012-13: 9-й | - 2013-14: 10-й - 2014-15: 9-й - 2015-16: финалист - 2016-17: ? | - 2017-18: чемпион - 2018-19: чемпион - 2019-20: чемпион - 2020-21: ? | - 2021-22: 3-й - 2022-23: ? - 2023-24: 7-й - 2024-25: 6-й |

## Известные баскетболистки
| - Мерьема Бучук - Марица Гаич - Айла Иканович - Дженита Иканович - Елма Муєзинович - Мелика Муйкич - Данира Мусич - Майда Рахманович-Лачич - Леона Симич | - Ирена Вранчич - Драгана Зубац - Николина Зубац - Иоланда Косса - Милена Вуяич - Анджелика Митрашинович - Милица Драгичевич - Латинка Душанич - Жаклина Янкович | - Елена Йозич - Ивана Маркович - Чарна Прокич - Марина Ристич - Майя Щекич - Иден Биллапс-Кэмпбелл - Дестини Боханон - Куин Бёрд - Аалия Данхам | - Алекссус Гилберт - Кейтлин Дженкинс - Хейли Джордан - Хейли Мэтьюс - Антуанетт Томпсон - Надия Торман-Мки - Брианна Уилсон - Тейлор Джонс |